# Pierre-Joseph Redouté
Pierre-Joseph Redouté (Saint-Hubert, nas Ardenas, Belgica, 10 de julho de 1759 – Paris, 19 de junho de 1840) foi um pintor e botânico da Bélgica, conhecido por suas aquarelas de rosas, lírios e outras flores em Malmaison, muitas das quais foram publicadas como grandes gravuras pontilhadas coloridas. Ele foi apelidado de "o Rafael das flores" e foi considerado o maior ilustrador botânico de todos os tempos.

## Carreira
Redouté foi um artista oficial da corte de Maria Antonieta e continuou pintando durante a Revolução Francesa e o Reinado do Terror. Ele sobreviveu à turbulenta agitação política para obter reconhecimento internacional por suas representações precisas de plantas, que permanecem tão frescas no início do século 21 quanto quando foram pintadas pela primeira vez. Ele combinou grandes habilidades artísticas com uma personalidade agradável e cativante que o ajudou com seus patronos influentes. Depois da Rainha Maria Antonieta, seus patronos incluíram ambas as esposas de Napoleão - Imperatriz Joséfina e Maria Luísa, Duquesa de Parma - bem como Maria Amalia de Nápoles e Sicília, esposa de Luís Filipe I, o último rei da França.
Redouté colaborou com os maiores botânicos de sua época e participou de quase cinquenta publicações retratando as flores familiares da corte francesa e plantas de lugares tão distantes como Japão, América, África do Sul e Austrália. Ele trabalhou com plantas vivas em vez de espécimes de herbário, o que contribuiu para suas representações frescas e sutis. Pintou durante um período de ilustração botânica (1798 - 1837) que se destaca pela publicação de exemplares fólio com lâminas coloridas. A Redouté produziu mais de 2 100 placas publicadas retratando mais de 1 800 espécies diferentes, muitos nunca renderizados antes. Dos ilustradores botânicos franceses empregados na capital francesa, Redouté é o que ainda hoje permanece na consciência do público. Ele é visto como um importante herdeiro da tradição dos pintores de flores flamengos e holandeses Brueghel, Ruysch, van Huysum e de Heem.

## Trabalhos principais
- Geraniologia,, ed. Petri-Francisci Didot (1787–88)
- Traité des arbres et arbustes que l'on cultive en France, par Duhamel. Nouvelle édition, avec des figures, d'après les dessins de P. J. Redouté, 7 vols. (1800–1819)
- Les Liliacées, 8 vols. (1802–1816); Taschen America (2000) ISBN 3-8228-6407-2; SCD, University of Strasbourg. (1802–1816) On line.
- Les Roses, 3 vols. (1817–1824); French & European Pubns (1954) ISBN 0-320-05904-9; Pierre-Joseph Redoute, Sandra Raphael (Narrador), Ian Jackson (intérprete), CD-ROM Octavo (2002) ISBN 1-891788-28-0; NYPL On Line. or Rare Book Room (1817–1824 da Biblioteca do Congresso) Rare Book Room (1817da Biblioteca Warnock). A Taschen também publicou isso como parte de sua série de 25 anos.
- Redouté, Pierre-Joseph; com Candolle, Augustin Pyramus (1790). Plantes grasses. [S.l.]: Levrault. Cópia arquivada em 6 de dezembro de 2008
- Choix des plus belles fleurs et de quelques branches des plus beaux fruits. Dédié à LL. AA. RR. les princesses Louise et Marie d'Orléans (1827) Online facsimile - Biodiversity Heritage Library
- Catalogue de 486 liliacées et de 168 roses peintes par P.-J. Redouté (1829)
- Alphabet Flore (1835)

Publicado postumamente, em 1989:
- Champignons du Luxembourg. Planches inédites de Pierre-Joseph Redouté (1759–1840). Manuscrit de Louis Marchand (1807–1843). Ministro de Estado. Comissão do Governo para a comemoração dos 150 anos da Independência do Grão-Ducado do Luxemburgo; Musée national d'histoire naturelle; Societe des Naturalistes Luxembourgeois, 1989.

## Pinturas

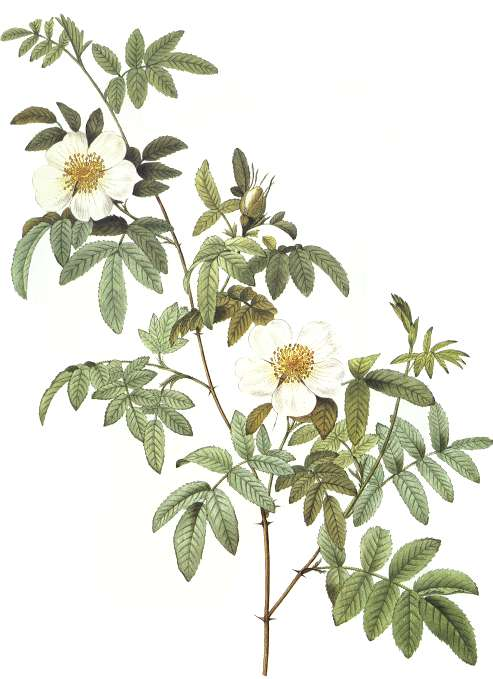
Rosa clinophylla
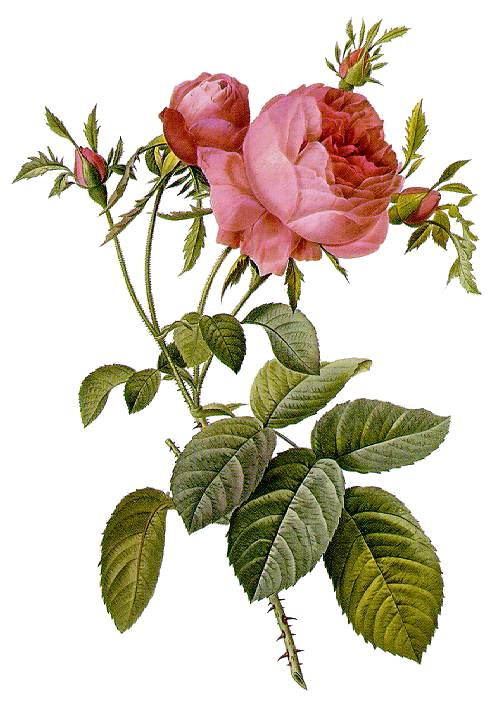
Rosa centifolia (rosa repolho)
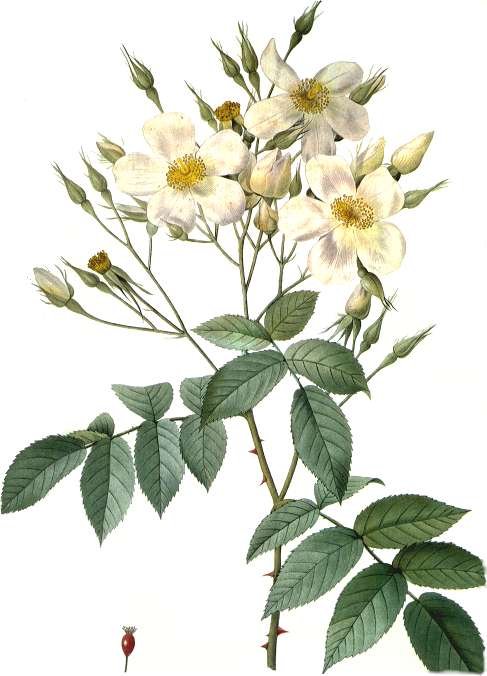
Rosa moschata (rosa almiscarada)
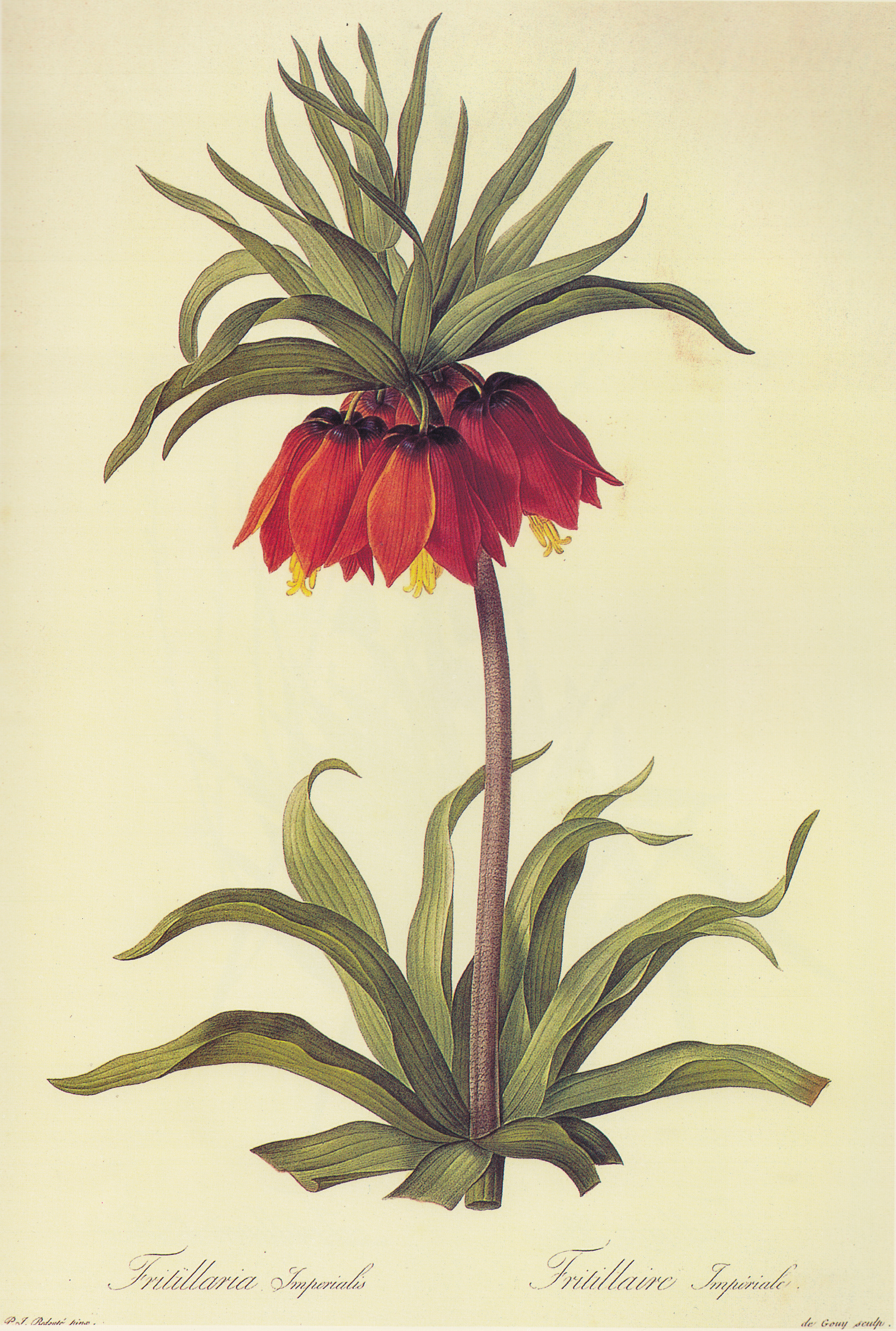
Fritillaria imperialis
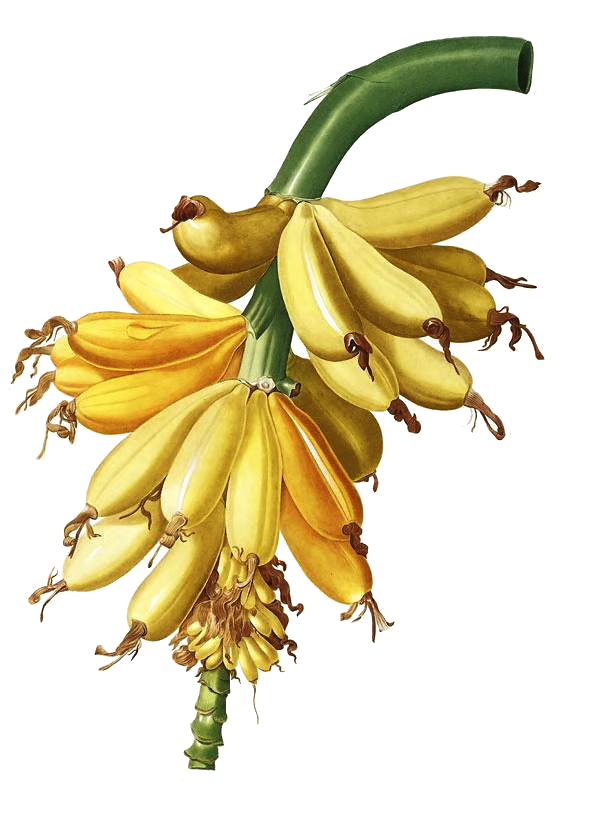
Musa × paradisiaca